# Дорнхајм (Тирингија)
Дорнхајм (њем. Dornheim) општина је у њемачкој савезној држави Тирингија. Једно је од 44 општинска средишта округа Илм. Према процјени из 2010. године у општини је живјело 578 становника. Посједује регионалну шифру (AGS) 16070008.

## Географски и демографски подаци
Дорнхајм се налази у савезној држави Тирингија у округу Илм. Општина се налази на надморској висини од 290 метара. Површина општине износи 7,9 km². У самом мјесту је, према процјени из 2010. године, живјело 578 становника. Просјечна густина становништва износи 73 становника/km².

## Међународна сарадња
| Мјесто | Држава    | Врста сарадње | Од    |
| ------ | --------- | ------------- | ----- |
|        | Француска | партнерство   | 1994. |
|        | Чешка     | пријатељство  | 1994. |
| Извор  |           |               |       |